# Jean-Henri Gourdoux
Jean-Henri Gourdoux, dit Gourdoux-Daux (Paris, 1772 - Paris 8e, 4 mai 1841) est un danseur, maître de danse et chorégraphe français.
Maître de danse à Paris, Jean-Henri Gourdoux y épouse en secondes noces Catherine-Françoise Daux, le 22 février 1796. Il se fait dès lors appeler « Gourdoux-Daux ».
Outre ses activités de danseur, il dépose en 1821 un brevet d'un « cheval mécanique qu'on peut diriger et gouverner à volonté ». Le brevet est délivré le 7 novembre 1821.

## Œuvres
- Principes et notions élémentaires sur l'art de la danse pour la ville, suivi des manières de civilité qui sont des attributions de cet art ; par J. H. Gourdoux, professeur de danse. Seconde édition, revue, augmentée et corrigée. La première édition, imprimée en 1804, n'a point été rendue publique, Paris, l'auteur, 1811.
- Elements and Principles of the Art of Dancing as Used in Polite and Fashionable Circles. Also Rules of Deportment, and Descriptions of Manners of Civility, Appertaining to that Art: from the French of J. H. G. Professor of Dancing in Paris, by V. G.[2] Professor of Dancing in Philadelphia, Philadelphia, J. F. Hurtel, 1817 (lire en ligne).
- Recueil d'un genre nouveau de contredanses et valses de différens auteurs avec une description méthodique des figures les plus à la mode suivi de différens enchaînements de pas, régles pour les principaux traits de la contredanses, un nombre de plus de vingt, a l'usage des personnes qui connaissent les principaux éléments de la danse, Paris, Dondey-Dupré, 1819.
- De l'art de la danse considéré danse ses vrais rapports avec l'éducation de la jeunesse; ou méthode, principes et notions élémentaires sur l'art de la danse pour la ville; suivis de quelques leçons sir la manière de se présenter et de se conduire danse la bonne société, Paris, 1823 (lire en ligne).
- Description des figures les plus usitées de la contredanse française. Par Gourdoux fils, maître de danse, Paris, l'auteur, 1828 (lire en ligne).
- Code de la danse, ou Manuel complet à l'usage du beau sexe, suivi des Règles pour se présenter et se conduire dans le monde ; par l'auteur du Code civil. Cinquième édition, Paris, chez les Marchands de nouveautés, 1829.
- Die Tanzkunst als Bildungsmittel der Jugend oder Methodik, Grundfäße und Elementar-Kenntnisse dieser Kunst, mit Hinsicht auf die Art sich in guter Gesellschaft zu zeigen und zu benehmen. Von J. H. Gourdoux-Daux, Meister der Tanzkunst in Paris, Wien, C. Haaschen, 1830 (lire en ligne).